# Nokia 3650
Das Nokia 3650 ist ein GSM-Mobiltelefon des Herstellers Nokia, technisch dem Nokia 7650 nachempfunden.
Besonders auffallend ist die ringförmig angeordnete, an eine Wählscheibe erinnernde Tastatur, die jedoch einer gewissen Eingewöhnungszeit bedarf. Das Gerät wurde auf der CeBIT 2003 mit dem iF Design Award ausgezeichnet. Nach der Markteinführung im Frühjahr 2003 kostete es im Handel 429 €.
Als Betriebssystem wird Symbian verwendet, was eine flexible Basis für die Installation weiterer Applikationen bereitstellt (angeboten wird etwa eine Version des Webbrowsers Opera) und das Gerät sehr benutzerfreundlich macht. Das Nokia 3650 ist als Multimedia-Handy ausgelegt, bietet jedoch, anders als seine Vorgänger, die Möglichkeit den Speicher mittels MMC-Karte aufzurüsten. Die eingebaute Kamera weist eine VGA-Auflösung (640×480 Pixel) auf. Die Fotoqualität galt bei dem Erscheinen des Geräts als sehr gut, war aber natürlich – wie bei fast allen anderen damals erhältlichen Kamerahandys – nicht mit der von Digitalkameras zu vergleichen.
Als Besonderheit wurde von Nokia die Camcorder-Funktion angepriesen, die jedoch auf Videos ohne Ton mit lediglich 10 Bildern/Sekunde und maximal 100 KByte Dateigröße beschränkt war.
Aus dem Nokia 3650 entstand das eng verwandte Nachfolgermodell Nokia 3660, bei dem man wieder zu einer traditionellen Tastaturanordnung zurückkehrte und ein besseres Display mit 65.535 Farben verbaute.

Nokia 36xx (3660 & 3650): Tastaturen im Vergleich